# Rushbrooke with Rougham
Rushbrooke with Rougham is een civil parish in het bestuurlijke gebied West Suffolk in het Engelse graafschap Suffolk met ongeveer 1140 inwoners (2005). De parish omvat de dorpen Blackthorpe, Rougham en Rushbrooke, en werd op 1 april 1974 gevormd door fusie van de parishes van Rushbrooke en Rougham bij de inwerkingtreding van de Local Government Act 1972.